# Sätra, Danderyd

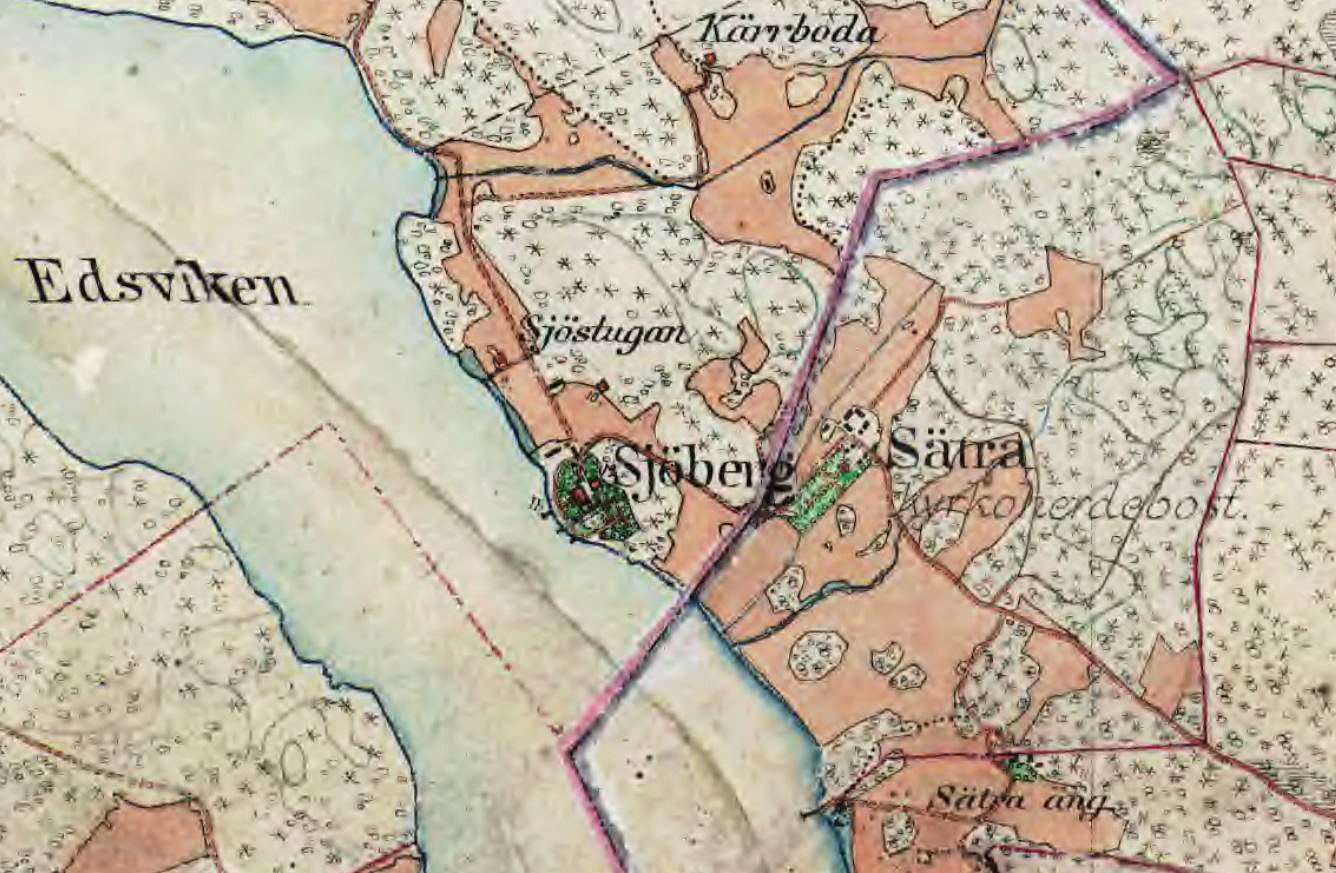
Sätra och Sjöberg omkring 1900.

Sätra är en del av kommundelen Danderyd i Danderyds kommun. Sätra ligger i den nordvästra delen av kommundelen, intill Edsviken, på gränsen till Sjöberg i Sollentuna kommun. 
Till skillnad från många andra bostadsområden i Danderyd har Sätra i första hand en bebyggelse med flerfamiljshus. 
Intill bostadsområdet ligger Sätra ängar, som är ett grönområde med ekdungar och öppna ängar. Där finns även ett litet friluftsbad vid Edsviken. Vid Sätra ängar ligger även Sätra prästgård, Danderyds församlings gamla kyrkoherdeboställe.

## Bilder

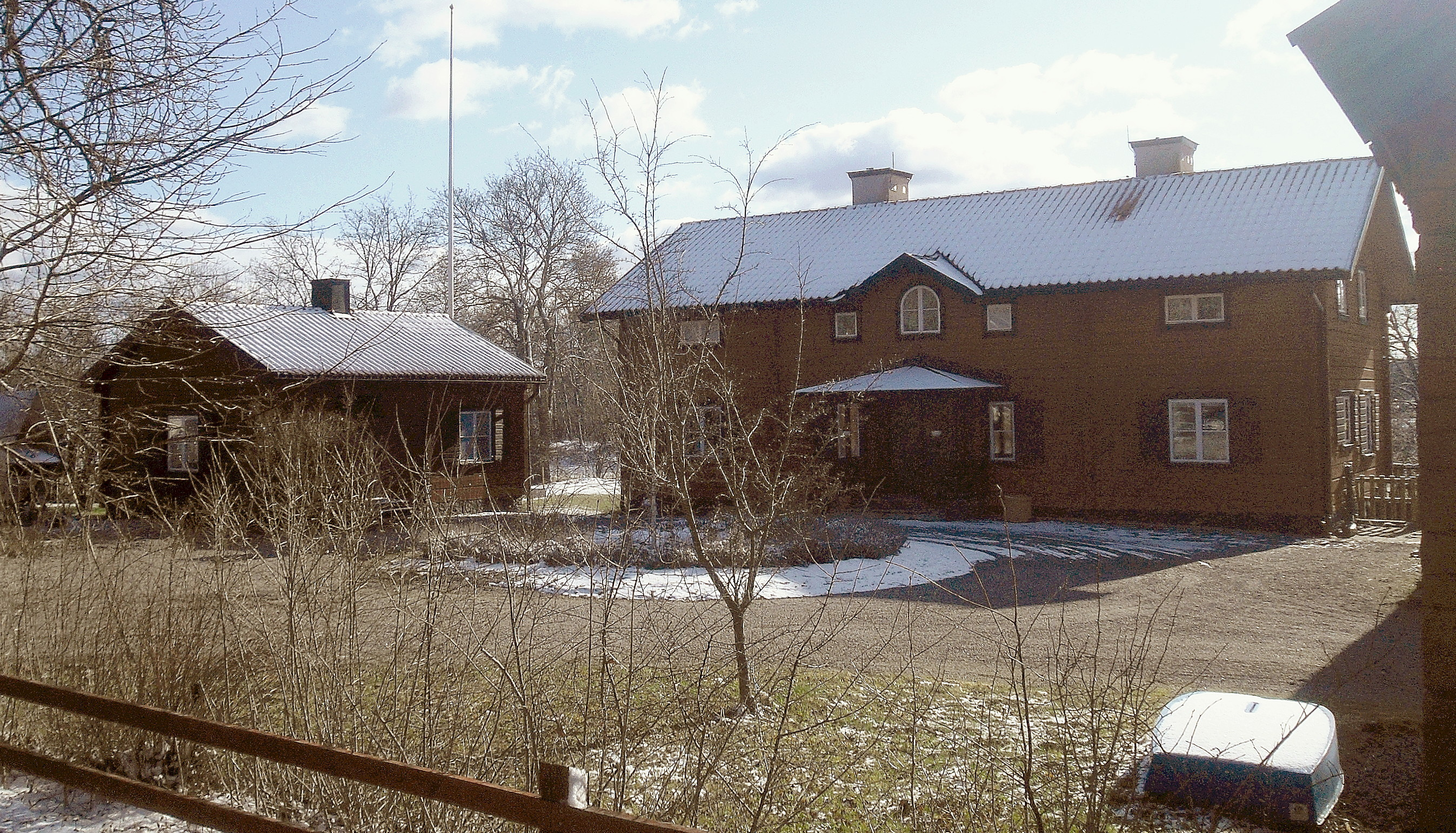
Sätra prästgård
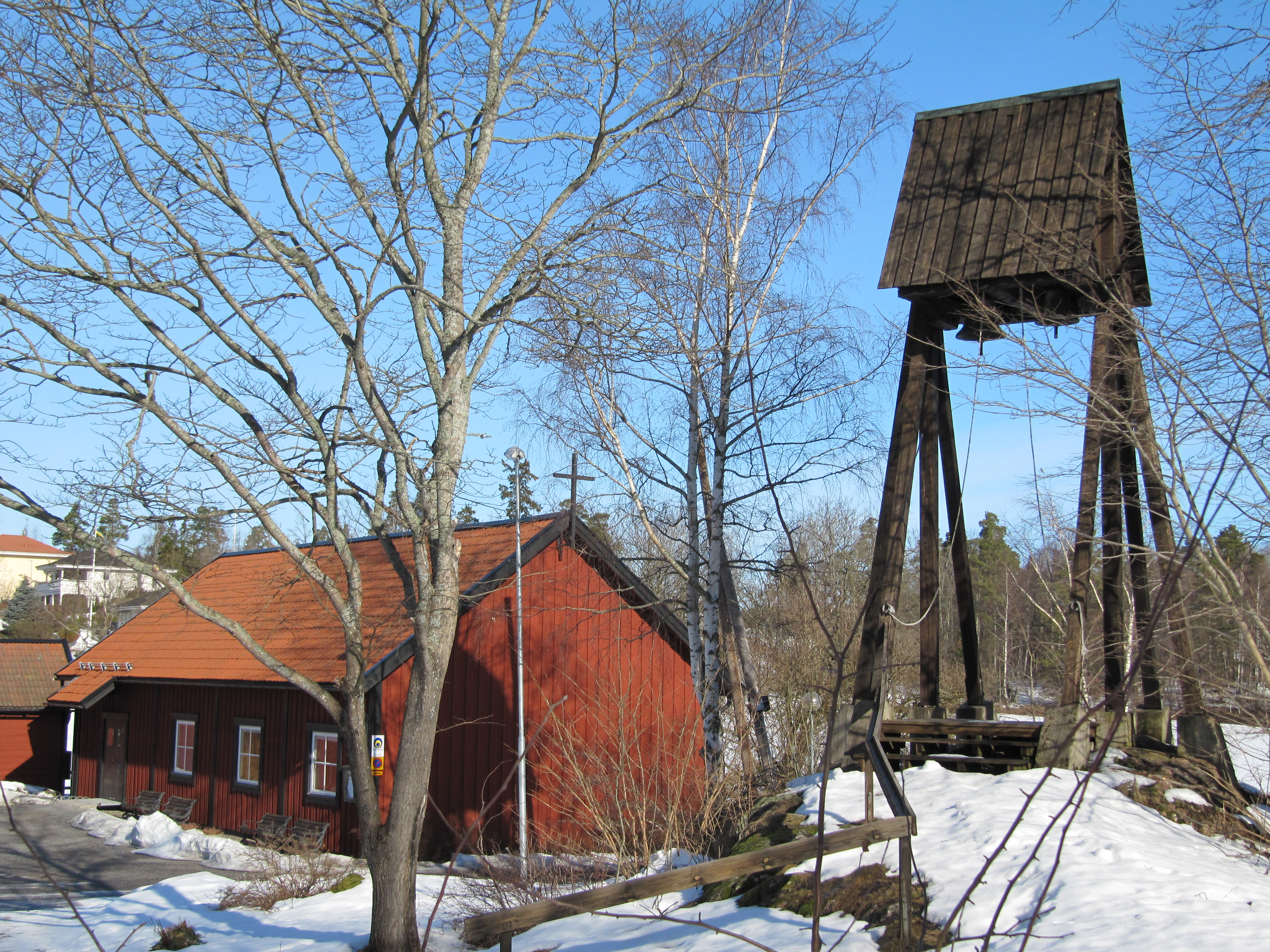
Sätraängskyrkan med klockstapel
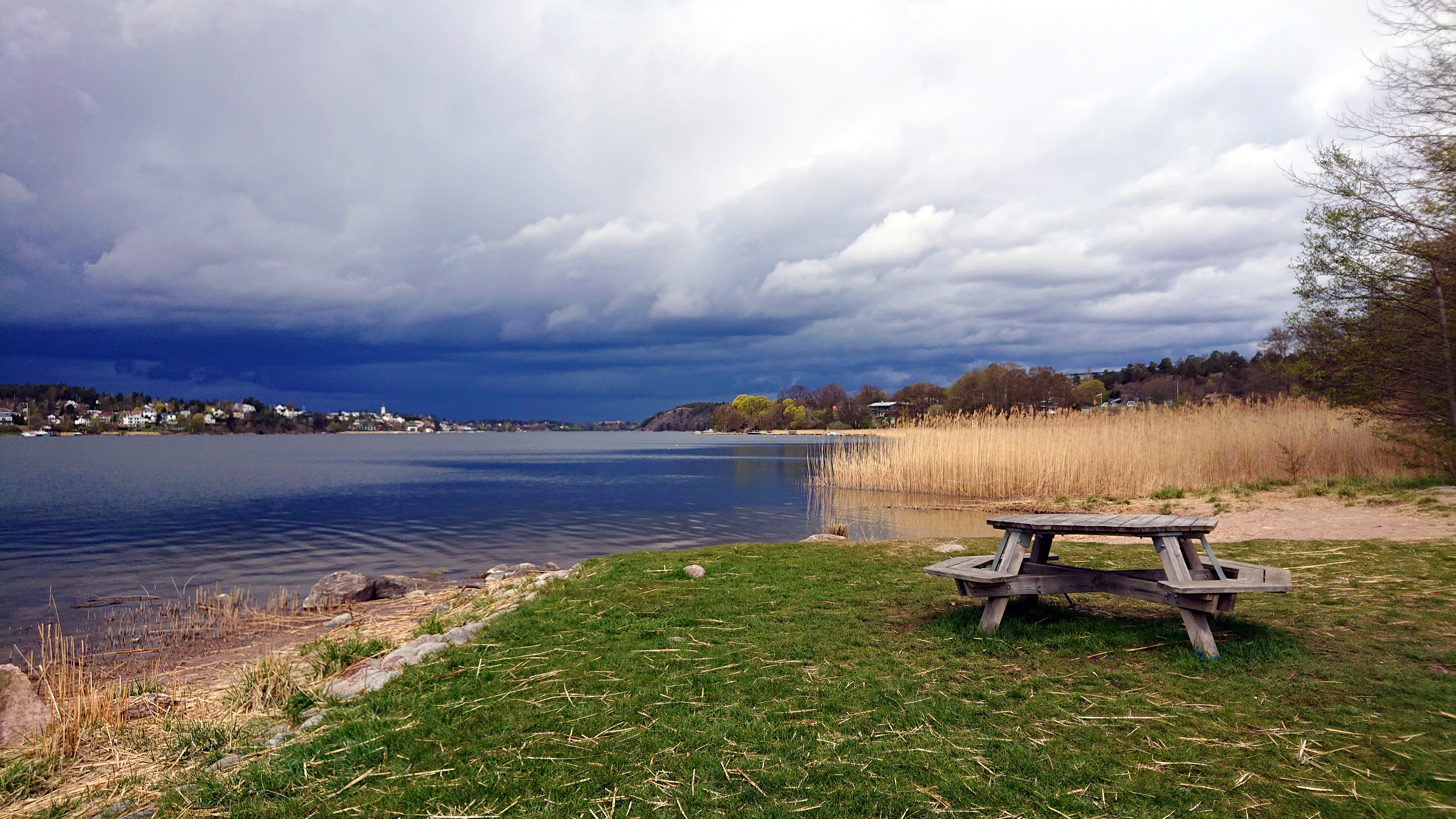
Edsviken vid Sätra Äng i Danderyd